# La Bellaria
La Bellaria è una delle ville suburbane originariamente situate fuori dalle mura di Pavia presso la valle della Vernavola e ora inserite nella periferia orientale della città.

## Storia e descrizione

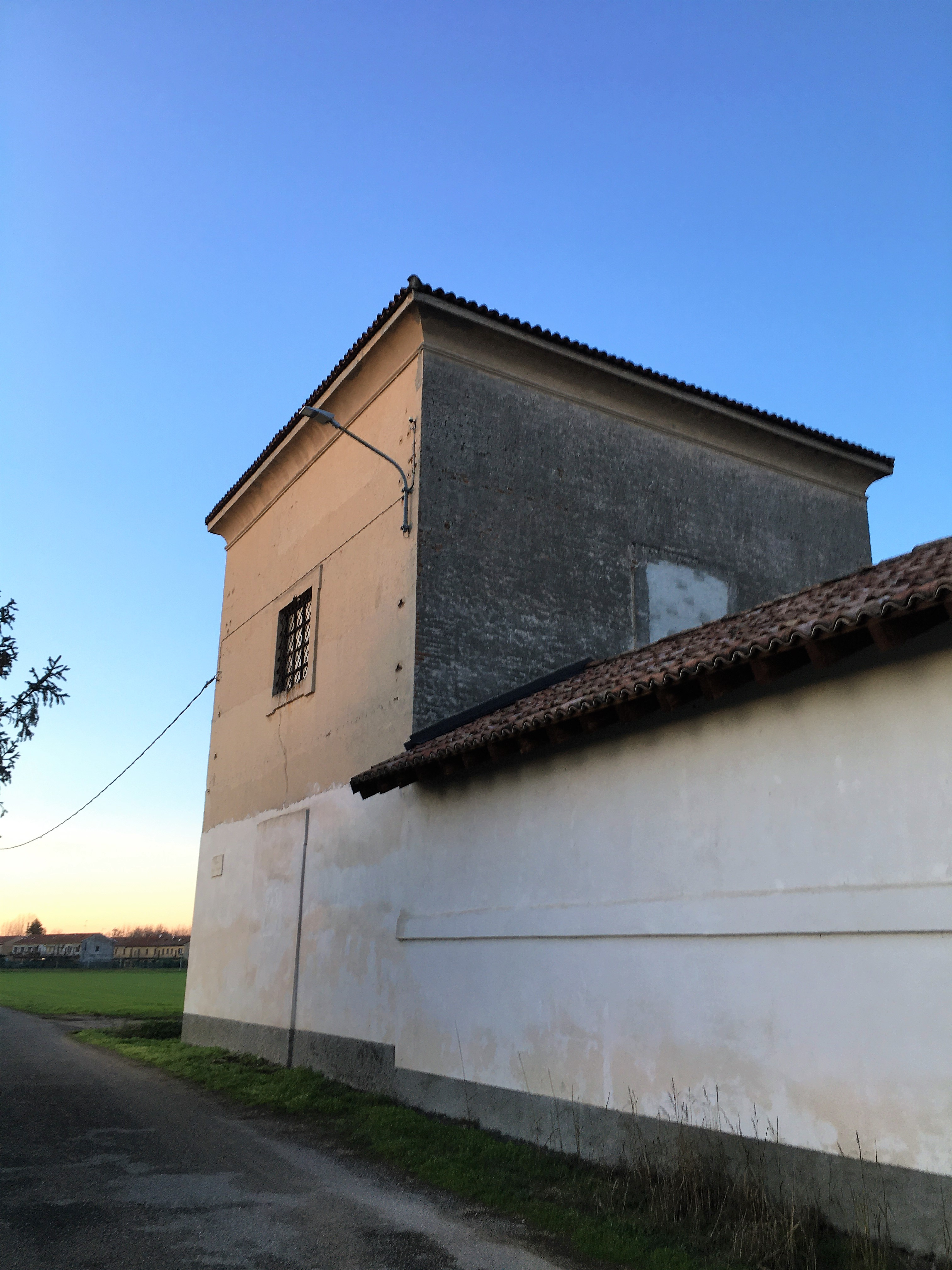
L'oratorio di San Pietro.

Come altre ville realizzate dall’aristocrazia pavese tra Sei e Ottocento, la Bellaria è situata nella periferia orientale di Pavia, nella valle della Vernavola, vicino alla strada che da Pavia conduce a Cremona. Nel XVII secolo era una semplice cascina e, durante l’assedio del 1655, ospitò il marchese Tobia Pallavicino, maresciallo di campo del duca di Modena Francesco I d’Este, che alloggiava nella vicina Villa Flavia. Durante l’assedio nella Bellaria furono allestiti forni per cuocere il pane destinato alle forze estensi, francesi e sabaude impegnate nelle operazioni ossidionali contro Pavia. Negli ultimi decenni del XVII la cascina divenne proprietà della famiglia aristocratica dei Trotti. Lorenzo Trotti, figlio di Gian Galeazzo Trotti (il comandante che aveva vittoriosamente difeso Pavia durante l’assedio del 1655) e vescovo di Pavia dal 1672 al 1700, fece realizzare, a fianco della cascina, la villa, usata come luogo di svago e riposo soprattutto durante il periodo estivo e autunnale. La dimora è costituita da un edificio principale a tre piani, dal quale si allungano brevi corpi laterali, a delimitare una piccola corte quadrata delle carrozze; su questa si apre un portico, con tre archi bugnati sorretti da colonne in granito, attraverso il quale è possibile accedere all’ingresso principale, ornato da una mossa cornice in granito, dell’edificio. Alle spalle del prospetto principale della villa, si trova il giardino, recintato da alte mura. Le facciate presentano contenuti elementi decorativi a fasce e cornici, con alcuni balconi dalle elaborate ringhiere in ferro. Tra il 1721 e il 1723 i Trotti fecero realizzare nella corte della villa un oratorio dedicato a San Pietro, voltato e coperto a cupola e dotato di campanile e finestre a oculo. Nel 1821 la villa fu occupata dai militari e l’oratorio venne sconsacrato. Sempre negli stessi anni, presso la cascina, era attiva anche una filanda per la lavorazione della seta provvista di 64 fornelli. Nel 1944 nei dintorni del complesso venne ucciso da parte di alcuni militi fascisti il partigiano Giovanni Ferrari.